# Alternanthera filifolia
Alternanthera filifolia là một loài thực vật thuộc họ Amaranthaceae. Đây là loài đặc hữu của Ecuador.